# Waigeum bakeri
Waigeum bakeri är en fjärilsart som beskrevs av James John Joicey och Talbot 1916. Waigeum bakeri ingår i släktet Waigeum och familjen juvelvingar. Inga underarter finns listade i Catalogue of Life.